# Az exobolygók keresésének módszerei

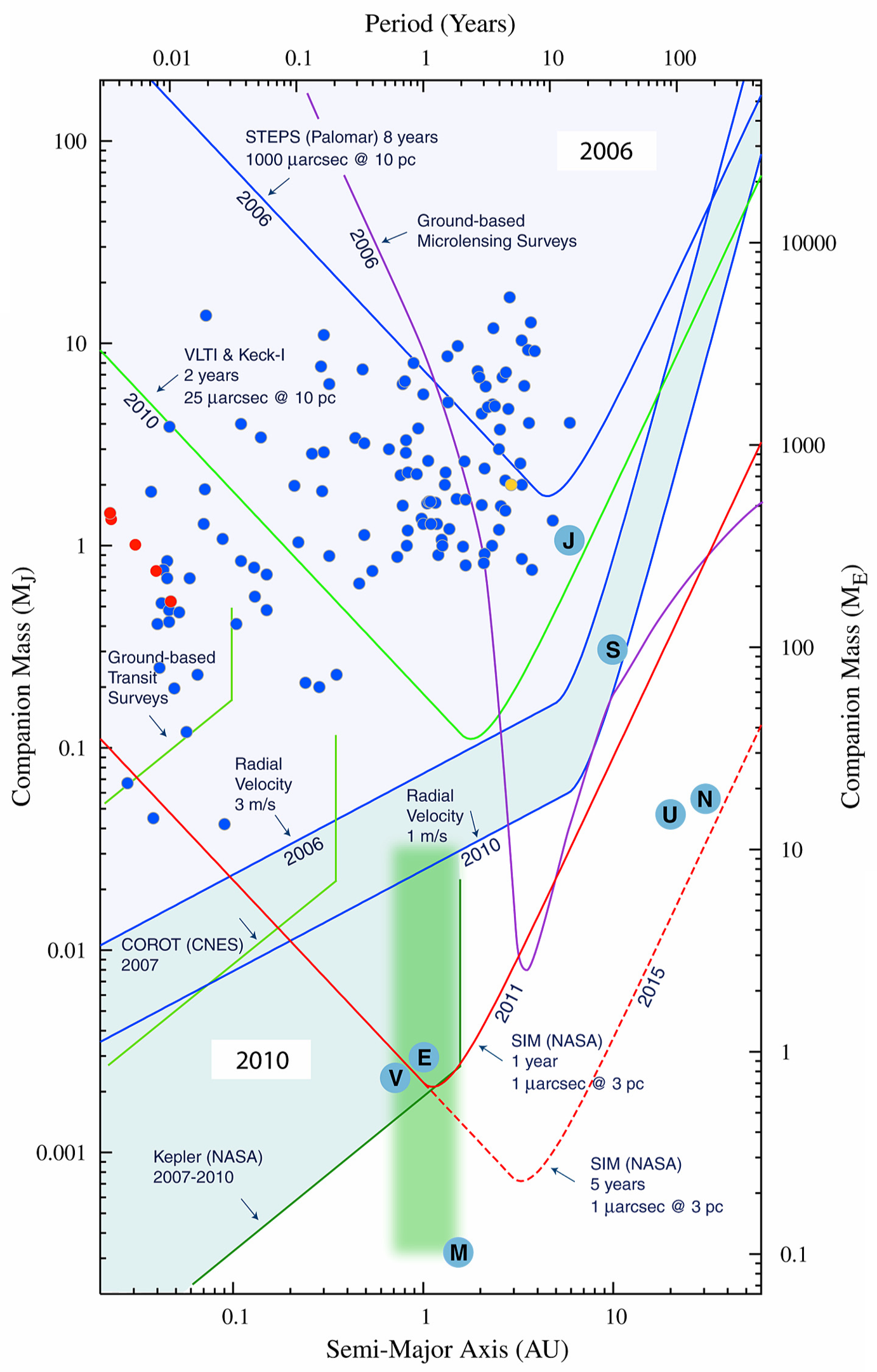
A 2004. augusztus 31-éig felfedezett exobolygók, összehasonlításképpen a Naprendszer bolygói, valamint néhány módszer érzékenységének összevetése és a velük való kutatás kezdetének várható időpontja látható. A vízszintes tengelyen a bolygópálya fél nagytengelye (sugara), a függőlegesen a bolygó tömege van ábrázolva. A különböző módszerek különböző fizikai paraméterekkel bíró bolygókra érzékenyek. Mindkét skála logaritmikus.

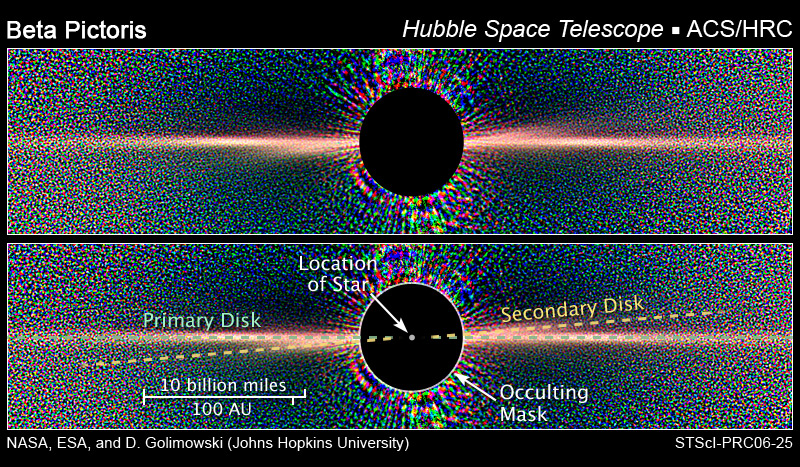
A β Pictoris körüli protoplanetáris korong, éléről látva, a Hubble űrtávcső infravörös tartományban készült felvételén.

Az exobolygók közvetlen megfigyelése nagyon nehéz (mivel a csillag fényereje elnyomja a megfigyelt exobolygóét), ezért számos olyan módszert dolgoztak ki, amellyel a csillagok jelenleg láthatatlan kísérőit ki lehet mutatni.
Eddig mindössze néhány esetben lehetett az anyacsillag körül keringő bolygót lefényképezni. 2006 szeptemberében ezek közül csak a 2M 1207b, később néhány másik égitest (1RXS J160929.1-210524, HR 8799 bolygói, β Pictoris b) bolygó mivoltát erősítették meg független megfigyelésekkel (ha a kísérő tömege nagyobb 13 Jupiter-tömegnél, akkor barna törpéről, azaz csillagról beszélünk), néhány másik rendszer még várja a megerősítést (GQ Lupi b, AB Pictoris b, SCR 1845 b, 1RXS J160929.1-210524). Emiatt az ilyen rendszerek felfedezésére elsősorban indirekt módszerek léteznek.

## Közvetett módszerek

### Fedési módszer

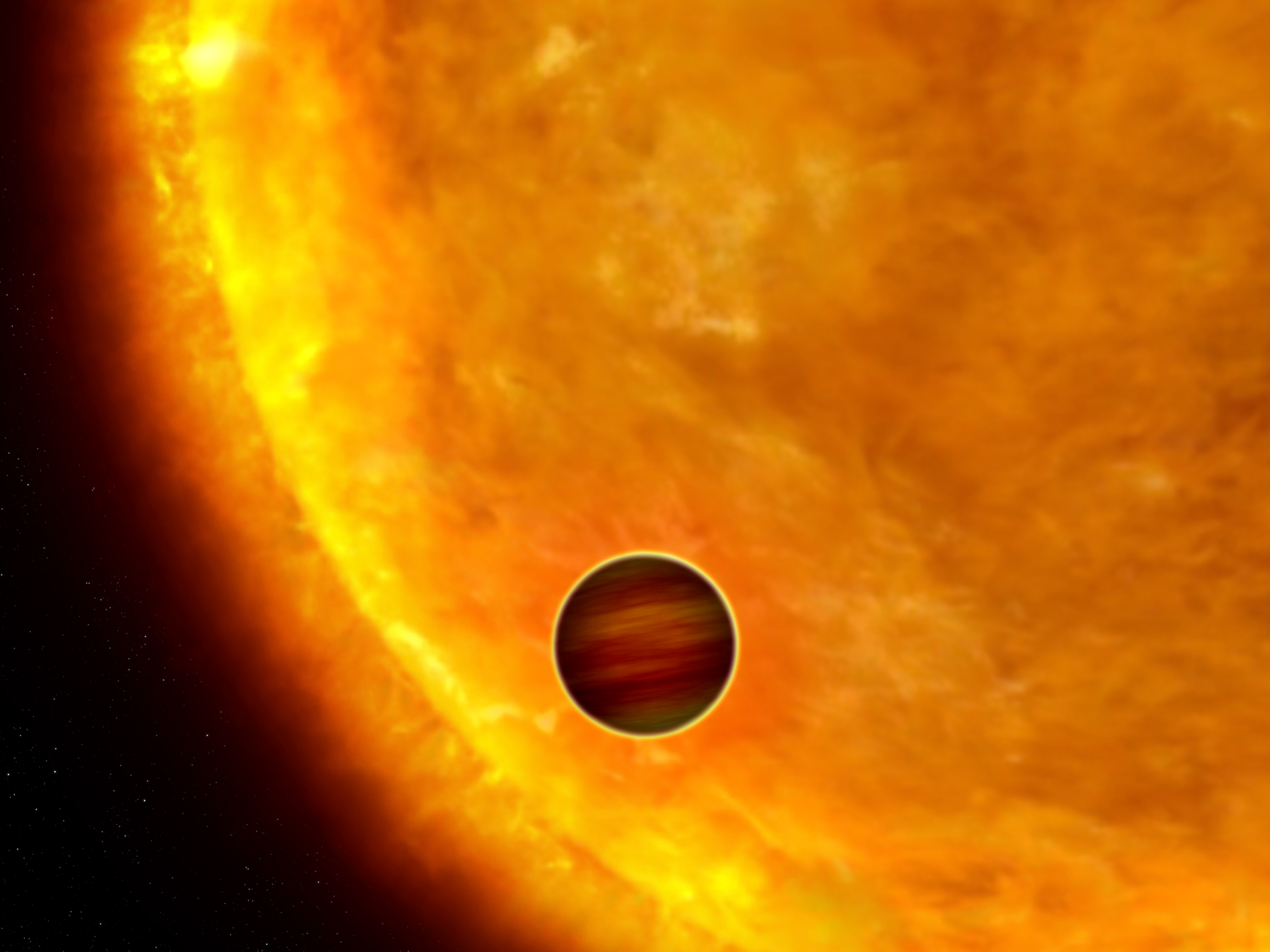
A fedési módszer: a sötét, saját fény nélküli bolygó átvonul a csillag előtt, egy részét kitakarva, így fényességét lecsökkentve.

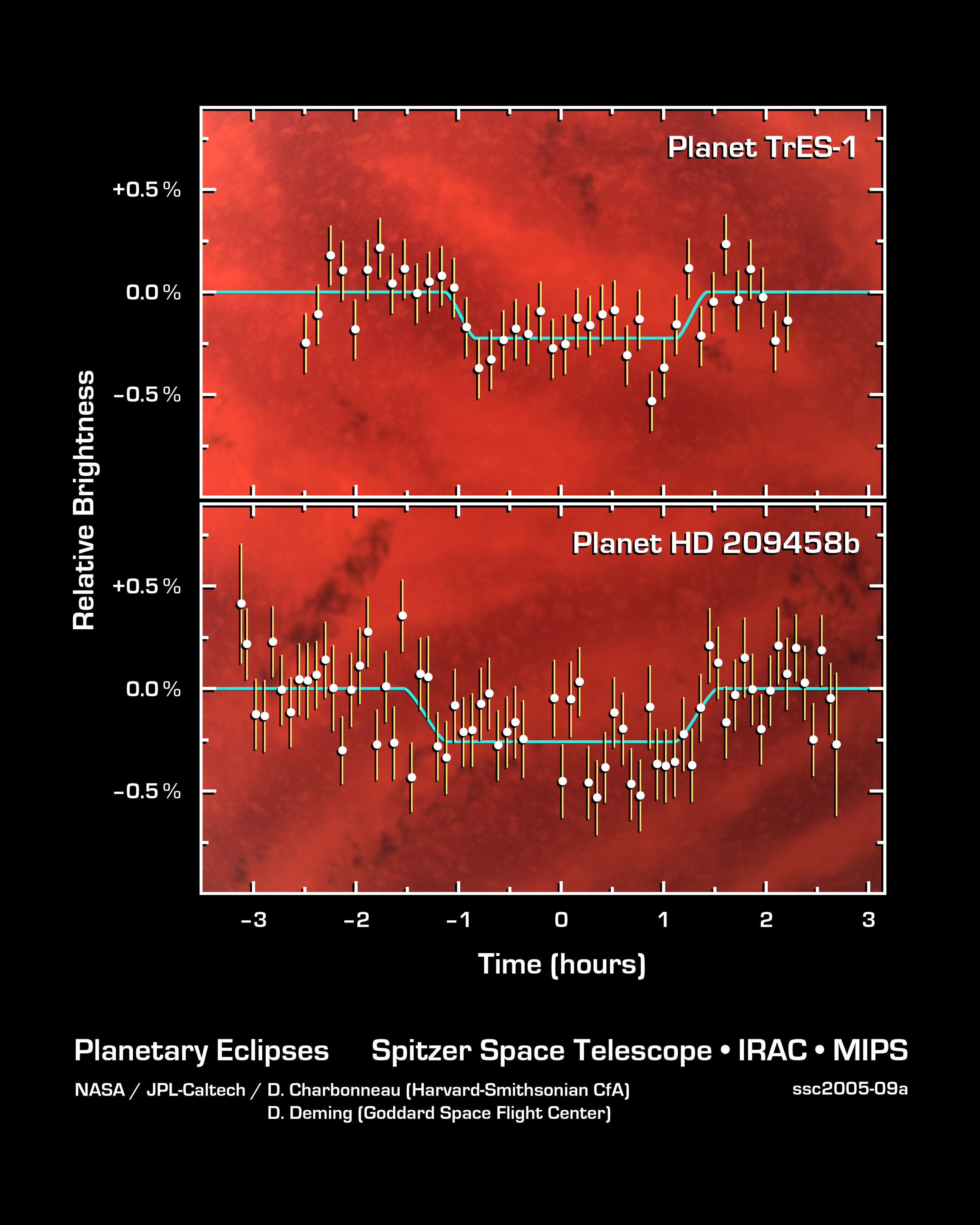
Két exobolygó fedési görbéje

Ha egy objektum (például bolygó, barna törpe) elhalad a csillaga előtt, akkor a csillag fényességében csökkenést lehet észlelni. A módszer csak akkor működik, ha a Föld a bolygót a napja előtt látja elhaladni. Ez a becslések szerint minden ezredik bolygórendszerben áll fent. Akkor beszélhetünk kísérő által okozott elhalványodásról, ha ez periodikusan megismétlődik. A fényességcsökkenés függ a bolygó és a csillag sugarának hányadosától, valamint a csillag hőmérsékletétől, vagyis minél hidegebb a csillag, annál kisebb az intenzitás csökkenése. A fedési fénygörbe fotometriai vizsgálatából sok mindenre választ kaphatunk: a keringési periódusára, excentricitására illetve a bolygó sugarának nagyságára, amit az alábbi képlet ad meg:
Imin/Imax=1-R*2/R2
ahol I az intenzitás, R* a csillag, R pedig a bolygó sugarát jelöli.
Átvonulás során az égitest légköre által produkált ún. kompozit spektrum is tanulmányozható, mivel a bolygó légkörének spektruma rárakódik (szuperponálódik) a csillagéra, és a bolygó színképvonalainak Doppler-eltolódásából adódóan szét lehet választani őket egymástól. Az első sikeres megfigyeléseket ezzel a módszerrel 2007 februárjában jelentették be, két, korábban felfedezett exobolygó, a HD 189733 b és a HD 209458 b színképét sikerült felvenni a jelenleg elérhető legérzékenyebb műszerrel, a Spitzer űrtávcsővel. Ennek a módszernek az adja a fontosságát, hogy ilyen módszerrel a bolygó színképe, ezáltal kémiai összetétele is tanulmányozható, ami elméletileg lehetővé teszi a felszínén az életre utaló víz, vagy szerves molekulák kimutatását – kellő érzékenységű műszerrel.
A fedési módszer az infravörös tartományban is működik, de pont „fordítva”: az exobolygók a központi csillagukhoz képest infravörösben kevésbé halványak (alacsonyabb felszíni hőmérsékletük miatt elektromágneses sugárzásuk csúcsa esik az infravörös tartományba), emiatt központi csillaguk mögött eltűnve észrevehetően lecsökken a rendszer infravörös összsugárzása. Mivel az infravörös tartományban a megfigyelések végzése a földi légkör zavaró hatásai miatt sokkal nehezebb, ezért ezzel a módszerrel nem keresnek bolygókat.
A Hubble űrtávcső 2006 folyamán a SWEEPS (Sagittarius Window Eclipsing Extrasolar Planet Search – Sagittarius-ablak fedési exobolygó-keresés) program keretében a Tejútrendszer központi vidékének egy kiválasztott területéről készített egy héten át folyamatosan fényképeket, és a területen lévő 180 ezer csillag közül az egymást követő képeken számítógépes módszerrel 16 csillag elhalványodását figyelték meg, amit exobolygók is okozhattak, ezek közül két csillag esetében sikerült az exobolygó létét az ESO VLT távcsövének megfigyeléseivel megerősíteni.

### Radiálissebesség-mérés
A csillag színképvonalai Doppler-eltolódást mutatnak a körülötte keringő bolygó gravitációs hatása miatt, a csillag Földhöz viszonyított sebessége periodikusan változik. A legkorábban alkalmazott, jelenleg is eredményesen használt módszer, jelenleg a legkorszerűbb műszerekkel 1 m/s sebességváltózást lehet kimutatni, ez a közeljövőben 60 cm/s-re csökkenhet, a 2010-es évek közepére-végére megközelíthető az 1 cm/s.

### Rossiter–McLaughlin-effektus

A Rossiter–McLaughlin-effektus

Ha egy forgó csillag előtt vonul el a bolygó, akkor az átvonulás elején és végén, a forgás miatt, a csillag gyorsabban közeledő és távolodó részeiből takar ki egy kis darabot, amit színképelemzéssel ki lehet mutatni.

### Asztrometriai módszer

A nagy tömegű kísérő bolygók változásokat okoznak a csillag sajátmozgásában

A bolygó gravitációs hatása változásokat idéz elő a csillag sajátmozgásában. Ez az elmozdulás mérhető a háttércsillagokhoz képest.

### Gravitációs mikrolencse-hatás

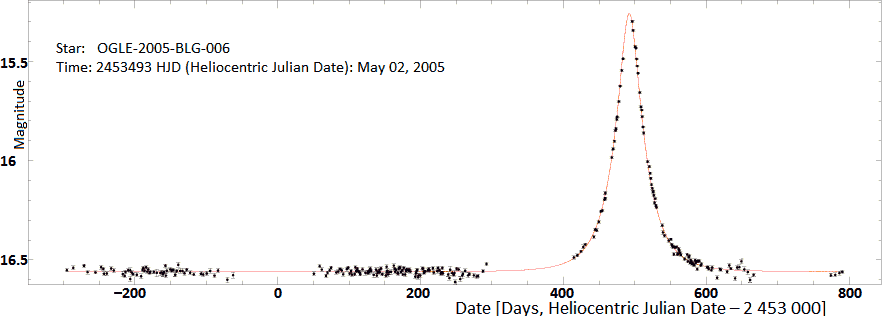
Egy gravitációs mikrolencse-jelenség fénygörbéje

A bolygó és a csillag kettős gravitációs mikrolencseként viselkedik, amikor a rendszer elhalad egy harmadik, távoli csillag előtt, egy felfényesedést lehet észlelni, melyet a központi csillag okoz, ennek fénygörbéjére rakódik rá a bolygó által okozott kisebb fényesedés. A módszerrel nagy távolságból is ki lehet mutatni a csillagok kísérőit, és sok olyan paraméter is mérhető, amely más módszerekkel nem, vagy csak nehezen megállapítható. Komoly hátrány viszont, hogy a jelenség egyszeri és megismételhetetlen.

### Gravitációsperturbáló hatás
A bolygó gravitációs hatása kimutatható a csillag körüli protoplanetáris korongban (mivel a bolygó kitakarítja pályájáról az ott keringő anyagot, a korong itt elvékonyodik vagy eltűnik). Ezzel a módszerrel végzett megfigyelések alapján Tejútrendszerünk Naphoz hasonló csillagainak 20-60%-a körül kering Föld típusú kőzetbolygó.

### Doppler-leképzés
A csillag vonalprofiljai megváltoznak, ha a bolygó elfedi a felszínének egy részét.

### Antropogén (civilizációs) hatások észlelése
Ebben az esetben az exobolygó-kutatás a „feje tetejére áll”, nem a bolygókat keressük, hogy a felszínükön életet találjunk, hanem a földön kívüli intelligenciát, és feltételezzük, hogy ez egy bolygón jöhetett létre. Ennek esélye elhanyagolható.

### Infravörös többletsugárzás mérése
A bolygók sugárzási maximuma az infravörös tartományba esik. Célravezető lehet a látható és az infravörös fénycentrum eltérésének vizsgálata. A keresést végző műszernek a légkör zavaró hatása miatt azon kívül kell lennie.

### Timing-effektus
A Timing-effektus alapelve az, hogy egy pontosan ismert, rendszeresen ismétlődő jelenség bekövetkezéseinek apró zavaraiból mutatják ki az ezt befolyásoló hatást, ami szerencsés esetben egy exobolygó. Egy, már ismert bolygót tartalmazó rendszerben a bolygó pályájának zavaraiból (például fedési módszernél a csillag előtti átvonulások között eltelt idő apró változásából) következtethetnek más bolygók meglétére.

#### Pulzárjelek modulációja
A pulzárok jeleinek frekvenciája periodikusan változik a bolygó gravitációs hatása miatt, mert a közös tömegközéppont körül a pulzár is kering, rendszeresen közeledve-távolodva. Az első exobolygót, a PSR B1257+12 pulzár bolygóját is ezzel a módszerrel fedezték fel 1992-ben (lásd: PSR B1257+12 B). Hasonló módszerrel pontosan ismert periódussal változó fehér törpe körül is sikerült bolygót (V391 Pegasi b) találni.

### A csillaglégkör anyagösszetételének anomáliái
A csillagok légkörének anyagösszetétele annak az óriási molekulafelhőnek az anyagösszetételének felel meg, amelyből a csillag kialakult, mert a nukleoszintézis a csillag csak magjában zajlik, ennek késztermékei nem keverednek fel a légkörbe. Néhány fehér törpe esetében a Spitzer űrtávcsővel sikerült nehezebb elemeket (kalciumot és magnéziumot) kimutatni, ennek oka lehet, hogy a csillag bolygórendszerében lévő bolygók gravitációs hatása nagy mennyiségű aszteroidát juttatott a csillag közelébe (a Roche-határon belülre), ezek a csillag árapályerejétől szétszakadtak, végül a csillag légkörébe jutottak. A Naphoz hasonló csillagok 1-3%-ánél sikerült a jelenséget kimutatni, a feltételezések szerint ez alsó becslést ad az ilyen csillagok kőzetbolygóinak arányára.

### Fedési kettőscsillagok periódusváltozásai
Amennyiben fedési kettőscsillagok körül bolygók keringenek, akkor a két csillag egymás közti keringésének periódusát a bolygó folyamatosan (kis mértékben) változtatja, így kimutatható. A módszerrel még nem fedeztek fel exobolygót.

### Exobolygók fázisai által okozott fényességváltozások
Ha egy csillag körül óriásbolygók keringenek, akkor a bolygóknak elvben ugyanúgy megfigyelhetők a fázisai, mint a Holdfázisok. Mivel a bolygó megvilágított felületének aránya folyamatosan változik, így a csillag fényéhez mindig más és más mértékben járul hozzá, ez a rendszer összfényességének kicsi, de periodikus és jellegzetes fénygörbéjű változását okozza. A fedési módszerhez nagyon hasonló módszer, de sokkal több rendszer esetén alkalmazható (nem szükséges hozzá a fedés), viszont a fénygörbéből sokkal nehezebben kimutatható. Egyelőre nem alkalmazott módszer.

### A csillagfény polarizációjában bekövetkező változások
A csillagok fénye nem polarizált, az exobolygókról visszavert fény viszont a visszaverődéskor polarizálódik. A rendszer közös fényéből polariméterrel leválasztható a bolygó polarizált fénye. A módszer nagy előnye, hogy a Föld légköre nem zavarja a megfigyeléseket. Több csoport dolgozik a módszerrel (ZIMPOL/CHEOPS, PLANETPOL), egyelőre még nem sikerült bolygót ilyen módszerrel felfedezni.

## Közvetlen módszerek

### Képalkotáskoronográffal
Ebben az esetben a különlegesen felszerelt űrtávcső a bolygóknál 10 milliárdszor fényesebb csillagot kitakarja. Ehhez hasonló módszereket alkalmaznak a napkorona megfigyelésekor is.

### Észlelés a csillag mellett (infravörös tartományban)
A bolygók és csillagaik fényessége között sokkal kisebb különbség az infravörös tartományban, így észlelésük sokkal könnyebb. A módszer több esetben valószínűleg sikeres volt, de így csillagaiktól viszonylag messze lévő bolygók felfedezésére van lehetőség, ezek pedig nagyon hosszú idő (több száz év) alatt járják be pályájukat, így a nehéz eldönteni, hogy a bolygónak vélt objektum valóban a csillag körül kering, vagy csak egy ahhoz közel látszó, a valóságban jóval messzebb vagy közelebb lévő égitest.